# 維諾格拉德涅 (扎列希基區)
48°36′8″N 25°51′26″E / 48.60222°N 25.85722°E
維諾格拉德涅（烏克蘭語：Виноградне），是烏克蘭的村落，位於該國西部捷爾諾波爾州，由喬爾特基夫區負責管轄，始建於1566年，面積2.08平方公里，2001年人口657，人口密度每平方公里315.9人。